# Haworthia fukuyae
Haworthia fukuyae är en grästrädsväxtart som beskrevs av M. Hayashi. Haworthia fukuyae ingår i släktet Haworthia och familjen grästrädsväxter. Inga underarter finns listade i Catalogue of Life.